# Lothar H. Wieler

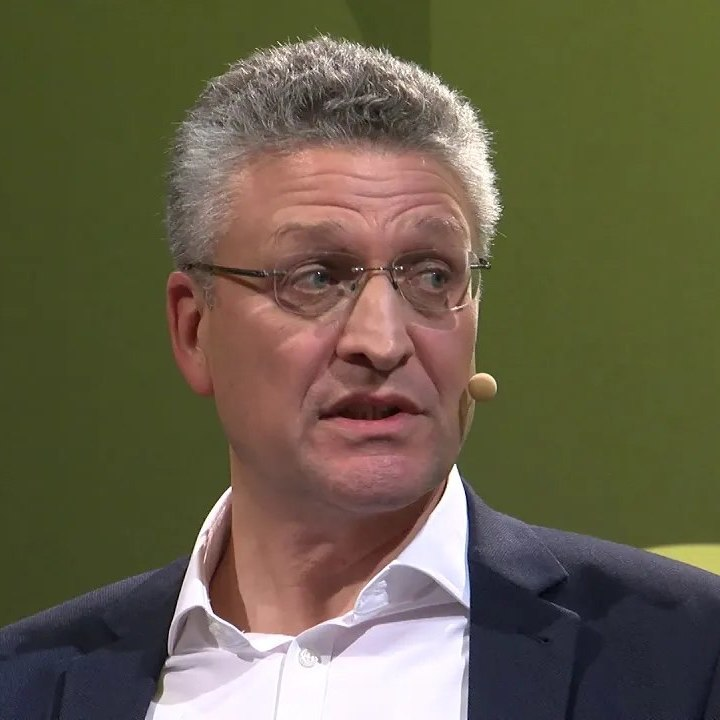
Lothar H. Wieler (2019)

Lothar Heinz Wieler (* 8. Februar 1961 in Beuel) ist ein deutscher Tierarzt und Fachtierarzt für Mikrobiologie. Von 2015 bis 2023 war er Präsident des Robert Koch-Instituts. In dieser Funktion beriet er die Bundesregierung und die Landesregierungen bei Krankheiten, insbesondere Infektionskrankheiten, ab 2020 auch bei der Eindämmung der COVID-19-Pandemie in Deutschland.

## Leben
Wieler wuchs in einer Familie mit zwei Geschwistern im Königswinterer Stadtteil Oberpleis auf. Sein Großvater und sein Vater waren Tierärzte, die Mutter war Landwirtin. Nach seinem Abitur am Gymnasium am Oelberg studierte er von 1980 bis 1985 Veterinärmedizin an der Freien Universität Berlin und an der Ludwig-Maximilians-Universität München. Von 1986 bis 1987 leistete er seinen Wehrdienst bei der Bundeswehr. Danach arbeitete er von 1987 bis 1990 als wissenschaftlicher Mitarbeiter an der Abteilung für Pathologie der Universität Ulm. 1988 wurde Wieler an der Ludwig-Maximilians-Universität München mit der Dissertation Experimentelle Untersuchungen über die Standardisierung von bakteriellen Präparaten zur Stimulierung der paraspezifischen Abwehr promoviert. Von 1990 bis 1998 war er wissenschaftlicher Assistent am Institut für Hygiene und Infektionskrankheiten der Tiere an der Justus-Liebig-Universität Gießen, wo er sich 1996 für das Fach Infektionskrankheiten und Hygiene der Tiere habilitierte. Seit 1997 ist er Fachtierarzt für Mikrobiologie.
Von 1998 bis 2015 war Wieler Professor für Mikrobiologie und Tierseuchenlehre am Fachbereich Veterinärmedizin der FU Berlin und geschäftsführender Direktor am Institut für Mikrobiologie und Tierseuchen. Ab März 2015 war er als Nachfolger von Reinhard Burger verbeamteter Präsident des Robert Koch-Instituts. Die FU Berlin berief ihn im selben Jahr zum Honorarprofessor. Zum 1. April 2023 legte Wieler sein Amt als Präsident des Robert Koch-Instituts nieder. Er wechselte als Sprecher des Clusters Digital Health an das Hasso-Plattner-Institut in Potsdam. Seit Juli 2024 hat Wieler die Rolle eines Advisors beim Gesundheitsnetzwerk Sciana inne.
Wieler ist praktizierender Katholik, verheiratet und Vater zweier erwachsener Töchter. Er wohnt mit seiner Ehefrau in Berlin und ist Mitglied des 1. FC Köln.

## Wirken
Lothar Wieler forscht zur molekularen Pathogenese und funktionellen molekularen Epidemiologie multiresistenter bakterieller Pathogene, insbesondere von Zoonose-Erregern, innerhalb der Spezies Escherichia coli, Staphylococcus aureus und Staphylococcus pseudintermedius. Fokus ist die Aufklärung jener Mechanismen, die dazu beitragen, dass bakterielle Pathogene erfolgreich verschiedene Wirte infizieren können. Hierbei stehen die Entwicklung und die Anwendung differenzierender molekularer Typisierungsmethoden im Vordergrund, mit denen in einem ersten Schritt innerhalb einer bakteriellen Spezies Zoonose-Erreger definiert werden.
Mit DNA-Sequenzanalysen, In-vitro-Verfahren und relevanten Tierinfektionsmodellen im natürlichen Wirt (Huhn, Schwein) werden bakterielle Faktoren (Adhäsine, Invasine, Toxine, Moduline) identifiziert, die eine erfolgreiche Infektion im jeweiligen Wirt vermitteln. Ziel der Forschung ist die Entwicklung prophylaktischer Interventionsstrategien.
In der COVID-19-Pandemie wurde Wieler Anfang 2020 eine zentrale Figur bei den Anstrengungen der Bundesregierung, die Verbreitung des Virus einzudämmen und Maßnahmen für den Umgang mit der Pandemie zu empfehlen.
Als vielzitierter Wissenschaftler hat Wieler Stand August 2025 laut Scopus einen h-Index von 66.

## Mitgliedschaften
- 2009–2014: Interner Beirat der Nationalen Forschungsplattform für Zoonosen
- 2009–2014: Vorstand der Deutschen Veterinärmedizinischen Gesellschaft
- 2011–2015: Vorsitzender des Wissenschaftlichen Beirats des Friedrich-Loeffler-Instituts
- 2012–2015: Schutzkommission beim Bundesministerium des Innern
- seit 28. September 2010: Deutsche Akademie der Naturforscher Leopoldina (Matrikel-Nr. 7382)
- Kommissarischer Senator der Leopoldina, Sektion Global Health (in Gründung)[17]
- seit April 2011: Mitglied des Wehrmedizinischen Beirats im Geschäftsbereich des Bundesministeriums für Verteidigung
- seit Januar 2016: Wissenschaftlicher Beirat des internationalen Netzwerks Global Research Collaboration for Infectious Disease Preparedness (GloPID- R)
- seit Oktober 2017: Executive Board der International Association of National Public Health Institutes

## Auszeichnungen und Ehrungen
- 1997: Nachwuchspreis der Deutschen Veterinärmedizinischen Gesellschaft
- 2007: Hauptpreis der Deutschen Gesellschaft für Hygiene und Mikrobiologie
- 2016: Walter-Frei-Preis, Vetsuisse-Fakultät, Universität Zürich
- 2021: Albrecht-von-Graefe-Medaille der Berliner Medizinischen Gesellschaft[18]
- 2021: Ehrendoktorwürde der Universität Zürich[19] und der Tierärztlichen Hochschule Hannover[20]
- 2021: Ferdinand-Cohn-Medaille der Deutschen Gesellschaft für Hygiene und Mikrobiologie[21]
- 2022: Ehrendoktorwürde der Ludwig-Maximilians-Universität München (LMU)[22]
- 2024: Bundesverdienstkreuz 1. Klasse[23]